# ゲームズアリーナ
株式会社ゲームズアリーナ（英: GAMES ARENA Co., Ltd.）は、かつて存在した日本のゲーム関連企業。株式会社ドワンゴの連結子会社であった。
ドワンゴのグループ内において、ゲーム関連部門の統括とオンラインゲーム・携帯電話向けゲームの企画・開発・運営を担っていた。

## 概要
2005年にドワンゴがチュンソフトとスパイクを傘下にし、この2社と共同でドワンゴグループのゲーム事業を統括する中間持株会社として設立された。その後グループ内のゲーム事業を再編を行う際にドワンゴ本体およびグループ各社からオンラインゲーム事業、モバイルゲーム事業の譲渡を受け、事業持株会社となった。
上記の2社が合併して2012年4月1日に発足したスパイク・チュンソフトと、T&E SOFTを含めた子会社2社の統括、オンラインゲームの企画・開発・運営、モバイルゲームの開発・運営等を手がけていた。
2012年6月26日に開催された株主総会の決議により、6月30日付で解散した。

## 沿革
- 2005年12月 - 株式移転により、株式会社スパイクと株式会社チュンソフトを子会社とする中間純粋持株会社として株式会社ゲームズアリーナを東京都中央区に設立[2]
- 2006年
  - 3月 - 本社を東京都渋谷区道玄坂に移転
  - 6月
    - 株式会社ドワンゴよりネットワークゲーム開発部を受け入れ、大阪オフィスを設置、純粋持株会社から事業持株会社へ移行（オンラインゲーム事業を開始）
    - ネットワークゲームの企画・開発・運営を目的として株式会社ドワンゴ、株式会社チュンソフトと共同でゲームズアリーナ有限責任事業組合1号を設立
    - ネットワークゲームの企画・開発・運営を目的として株式会社ドワンゴ、株式会社スパイクと共同でゲームズアリーナ有限責任事業組合2号を設立

  - 10月 - カプコンと共同でアミューズメントポータルサイト運営会社株式会社ダレットを設立[3]
- 2007年
  - 1月 - MMORPG「アミーゴ・アミーガ」を正式サービス開始
  - 2月
    - ドワンゴよりネットワークビジネス部の譲渡を受け入れ、モバイルビジネス部並びにモバイル開発部を新設（モバイルゲーム事業を開始） 。
    - ドワンゴより品質管理部の人員を受け入れ、品質管理部を新設 （品質管理受託事業を開始）。

  - 4月 - チュンソフトのネットワークビジネス部及びスパイクのモバイル事業を当社モバイルビジネス部に統合
  - 8月 - 株式会社ホーゲットの株式の49%を取得し子会社化[4]
  - 9月 - 株式会社ドワンゴよりMMORPG「ストラガーデン」の営業権を取得、オンラインビジネス部を新設
  - 11月 - 本社を東京都渋谷区円山町に移転
- 2008年
  - 1月
    - ゲームズアリーナ有限責任事業組合1号の解散に伴い「アミーゴ・アミーガ」の営業権を取得[5]
    - 株式会社ティーアンドイーソフトの全株式を取得し完全子会社化[6]

  - 8月 - 株式会社ホーゲットの全株式を譲渡[7]
- 2009年5月 - MMORPG「Blade Chronicle：Samurai Online」を正式サービス開始[8]
- 2010年4月
  - 株式会社ニワンゴが運営する「ニコニコ動画」にて、動画を視聴しながら他のユーザーとゲームで遊ぶことができる「ニコニコ遊園地」のサービスを開始[9]
  - 「mixiアプリ」にて、ソーシャルネットワークゲーム「ご当地検定for mixi」のサービスを開始[10]
  - 「モバゲータウン」にて、ソーシャルネットワークゲーム「喧嘩番長 全国制覇」のサービスを開始[11]
- 2011年5月 - ゲームズアリーナ有限責任事業組合2号の解散に伴い「Blade Chronicle: Samurai Online」の営業権をONE-UP株式会社を経由して株式会社Aimingに譲渡[12]
- 2012年
  - 4月 - 子会社のチュンソフトがスパイクを吸収合併しスパイク・チュンソフトに社名を変更
  - 6月30日 - 株式会社ゲームズアリーナ解散[1]
  - 9月14日 - 株式会社ゲームズアリーナ清算結了

## 主な運営ゲーム

### オンラインゲーム
- ストラガーデン ネオ
- アミーゴ・アミーガ
- Blade Chronicle: Samurai Online
- Lost Eden 〜神々のきえた国〜

#### ニコニコ遊園地
- 王立サマナー学園 防衛大作戦
- ニコ釣り
- イラロジライブ
- ナンプレライブ
- ミニクル？
- ニコニコ麻雀
- 僕らのサーガ
- 遙かなるニコゴルフ
- ニコスロ
- ニワンゴを探せ！
- ぬこぬこダービー だっしゅ！！
- BINGO BREAK ONLINE
- ニコニコ大富豪

### モバイルゲーム
- 風来のシレンMOBA
- 女帝・乱れ咲く華
- 侍道 契
- 喧嘩番長
- かまいたちの夜
- 不思議のダンジョン 風来のシレン
- 悠久の騎士団ONLINE
- 双剣舞曲オンライン[13]
- ご当地検定 for mixi
- 喧嘩番長 全国制覇
- 不思議のダンジョン 風来のシレンDX 月影村の怪物[14]